# Aschot I. (Iberien)

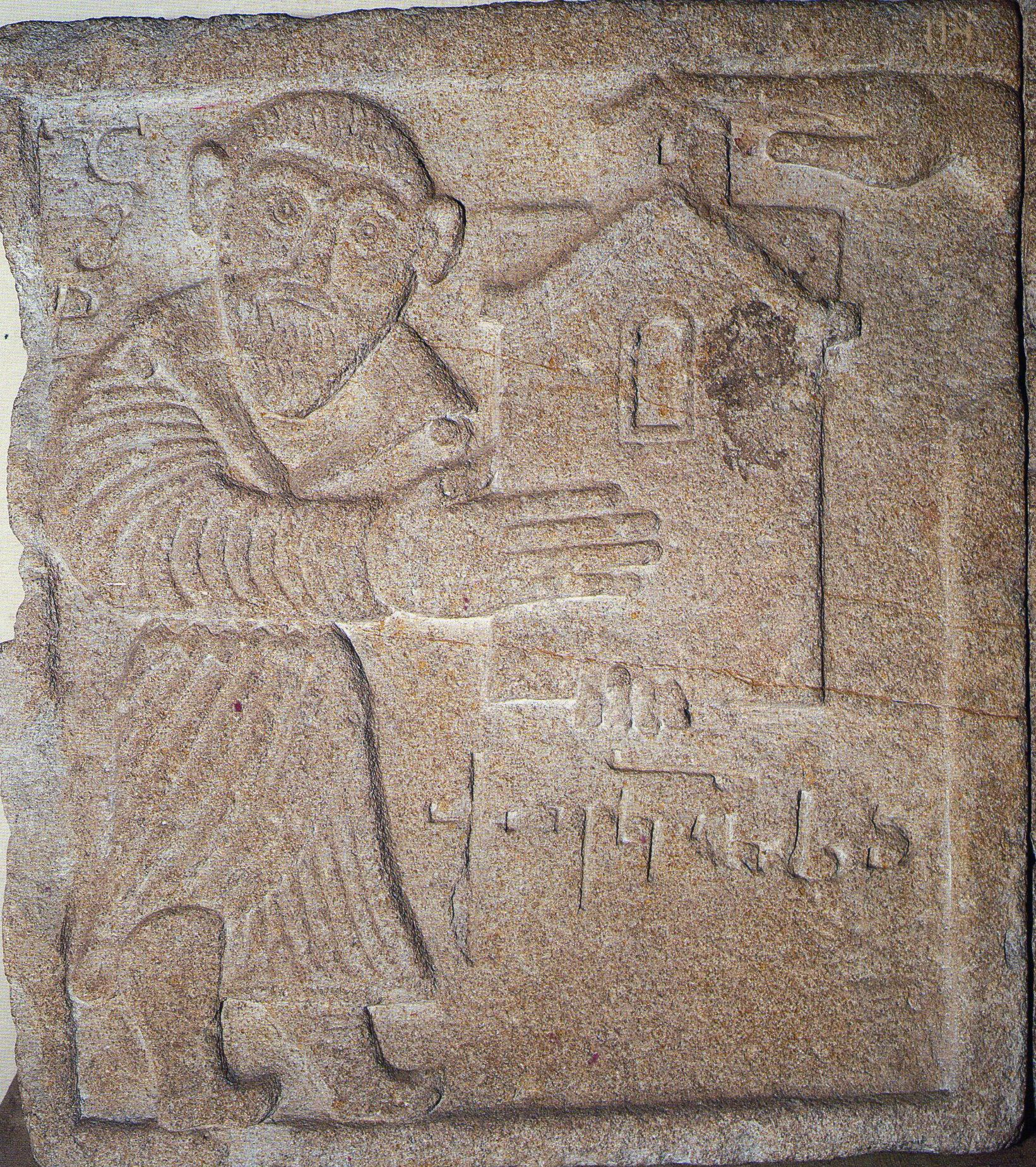
Ein Relief von Aschot der Große aus 9. Jh

Aschot I. der Große (georgisch აშოტ I დიდი; † um 830) war ein Fürst von Iberien und nach 813 der erste iberische König von Tao-Klardschetien aus der Dynastie der Bagratiden. Aschot vergrößerte von Tao-Klardschetien aus seinen Machtbereich und stellte sich unter den Schutz der Byzantiner, um gegen die muslimischen Invasoren im Kaukasus zu kämpfen. Er erhielt von Byzanz den Titel eines Kuropalates und wurde daher auch Aschot I. Kuropalat genannt. Aschot wurde etwa 829/830 ermordet und, da er ein Patron der christlichen Kultur und ein Freund der Kirche war, von der georgisch-orthodoxen Kirche heiliggesprochen.

## Leben
Aschot war der Sohn des iberischen Adeligen Adarnase, der das erbliche Lehnsgut in Tao-Klardschetien gründete und so seinem Sohn große Besitztümer der ausgestorbenen und mit ihnen verwandten Herrscherfamilien der Chosroiden und Guaramiden hinterließ. Aschot hatte es am Anfang schwer, sich in Zentraliberien (Innerkartlien) gegen das arabisch-muslimische Emirat von Tiflis zu behaupten. Aschot übernahm das väterliche Herzogtum in Klardschetien, wo er die Festung von Artanudschi, die angeblich durch den iberischen König Wachtang I. Gorgassali im 5. Jahrhundert erbaut worden war, wieder instand setzte. Aschot erhielt byzantinischen Schutz und wurde als Fürst und Kuropalat von Iberien anerkannt.
Um das von arabischen Invasoren und Choleraepidemien verwüstete Land wiederzubeleben, förderte er die örtlichen Klostergemeinden des Grigol Khandzteli und ermutigte die Georgier sich in der Region anzusiedeln. Als dessen Ergebnis verlegte sich das politische und religiöse Zentrum Iberiens vom Zentrum in den Südwesten nach Tao-Klardschetien.
Von Tao-Klardschetien versuchte Aschot nicht immer erfolgreich den Arabern das georgische Gebiet wieder abzunehmen. Er eroberte so die angrenzenden Länder von Tao im Südwesten bis Schida Kartli im Nordosten, inklusive Kola, Artani, Dschawachetien, Samtskhe und Trialeti. Vom ehemaligen Reich der Chosroiden, konnte er nur Kachetien im Osten nicht zurückerobern.
Als die arabischen Emire im Kaukasus sich immer mehr von der Zentralmacht lösten, erkannte der Kalif Aschot als Fürsten Iberiens an, um 818 gegen den rebellischen Emir in Tiflis Isma’il ibn Shu’aib vorzugehen. Der Emir seinerseits unterstützte die Gegner Aschots, nämlich den kachetischen Fürsten Grigol und die georgischen Hochlandstämme aus Mtiulian und Tsanars. Aschot wurde vom byzantinischen Vasallenkönig aus Abchasien Teodosi II. unterstützt. Die Armeen Aschots und des Emirs trafen bei Ksani aufeinander und Aschot konnte als Sieger die gegnerischen Kacheten aus Zentraliberien vertreiben.
Doch das Glück Aschots wandte sich, als Kahlid bin Yazid, der Vizekönig des Kalifen in Armenien, um 827/828 einen Feldzug in den Kaukasus unternahm, um die Autorität des Kalifen wiederherzustellen. Aschot musste zu der Zeit noch am Leben sein und die Information des georgischen Chronisten Sumbat, wonach er 826 ermordet worden sei, ist zweifelhaft. Aschot starb wohl vier Jahre später am 29. Januar 830. Er wurde von den Arabern aus Zentraliberien vertrieben und zog sich ins Nigali-Tal zurück, wo er in einer Kirche von Abtrünnigen ermordet wurde.
Nach Aschots Tod wurde sein Besitz unter seinen drei Söhnen Bagrat I., Adarnase II. und Guaram Mampali aufgeteilt. Seine Tochter heiratete Teodosi II. von Abchasien.